# Tettigidea granulosa
Tettigidea granulosa is een rechtvleugelig insect uit de familie doornsprinkhanen (Tetrigidae). De wetenschappelijke naam van deze soort is voor het eerst geldig gepubliceerd in 1913 door Bruner.